# Dmitrij Ukolov
Dmitrij Matveevič Ukolov (in russo Дмитрий Матвеевич Уколов?; Mosca, 23 ottobre 1929 – Mosca, 25 novembre 1992) è stato un hockeista su ghiaccio sovietico, dal 1991 russo.

## Palmarès

### Olimpiadi invernali
- 1 medaglia:
  - 1 oro (Cortina d'Ampezzo 1956)